# Americas Rugby Championship 2009
Americas Rugby Championship 2009 – pierwsza edycja Americas Rugby Championship, stworzonego przez IRB turnieju mającego za zadanie podniesienie jakości rugby w Ameryce. Odbył się w dniach 10–17 października 2009 roku na trzech boiskach w USA i Kanadzie.

## Informacje ogólne
W pierwszej fazie cztery kanadyjskie zespoły walczyły w rozgrywkach grupowych w ramach Canadian Rugby Championship 2009, a finał tych rozgrywek był jednocześnie jednym z półfinałów ARC. W drugim, międzynarodowym półfinale zmierzyły się zaś Argentina Jaguars i USA Select. Zwycięzcy tych meczów spotkali się w finale, zaś przegrani walczyli o trzecie miejsce. 
W dywizji kanadyjskiej do półfinału bez porażki awansowała drużyna BC Bears. W nim ponownie pokonała Ontario Blues, a Argentina Jaguars łatwo rozprawili się z Amerykanami. W finale lepsi okazali się Argentyńczycy pokonując zawodników z zachodniej Kanady, zaś Blues zajęli ostatecznie miejsce trzecie.
Składy drużyn: Bears, Blues, Jaguars i USA.

## Rozgrywki

### Faza pucharowa
|  |                      |                   |                   |                      |    |          |          |       |
|  | Półfinały            | Półfinały         | Półfinały         |                      |    | Finał    | Finał    | Finał |
|  | Półfinały            | Półfinały         | Półfinały         |                      |    | Finał    | Finał    | Finał |
|  | 10 października 2009 |                   |                   |                      |    |          |          |       |
|  |                      |                   |                   |                      |    |          |          |       |
|  | BC Bears             | BC Bears          | 12                |                      |    |          |          |       |
|  | BC Bears             | BC Bears          | 12                | 17 października 2009 |    |          |          |       |
|  | Ontario Blues        | Ontario Blues     | 8                 |                      |    |          |          |       |
|  | Ontario Blues        | Ontario Blues     | 8                 |                      |    | BC Bears | BC Bears | 11    |
|  | 10 października 2009 |                   |                   |                      |    | BC Bears | BC Bears | 11    |
|  |                      |                   | Argentina Jaguars | Argentina Jaguars    | 35 |          |          |       |
|  | Argentina Jaguars    | Argentina Jaguars | Argentina Jaguars | Argentina Jaguars    | 35 | 57       |          |       |
|  | Argentina Jaguars    | Argentina Jaguars |                   |                      |    |          |          |       |
|  | USA Select           | USA Select        | 10                |                      |    |          |          |       |
|  | USA Select           | USA Select        | 10                | Mecz o 3. miejsce    |    |          |          |       |
|  |                      |                   |                   |                      |    |          |          |       |
|  | 17 października 2009 |                   |                   |                      |    |          |          |       |
|  |                      |                   |                   |                      |    |          |          |       |
|  | Ontario Blues        | Ontario Blues     | 27                |                      |    |          |          |       |
|  | Ontario Blues        | Ontario Blues     | 27                |                      |    |          |          |       |
|  | USA Select           | USA Select        | 24                |                      |    |          |          |       |
|  | USA Select           | USA Select        | 24                |                      |    |          |          |       |

Półfinały
| 10 października 200915:30 | BC Bears | 12:8 | Ontario Blues | MacDonald Park, Victoria |
| 10 października 200915:30 |          | 12:8 |               | MacDonald Park, Victoria |

| 10 października 200914:00 | Argentina Jaguars | 57:10 | USA Select | Infinity Park, Glendale |
| 10 października 200914:00 |                   | 57:10 |            | Infinity Park, Glendale |

Mecz o 3. miejsce
| 17 października 200913:00 | Ontario Blues | 27:24 | USA Select | Fletcher’s Fields, Markham |
| 17 października 200913:00 |               | 27:24 |            | Fletcher’s Fields, Markham |

Finał
| 17 października 200915:30 | BC Bears | 11:35 | Argentina Jaguars | Fletcher’s Fields, Markham |
| 17 października 200915:30 |          | 11:35 |                   | Fletcher’s Fields, Markham |